# Biała Górna
Biała Górna (prononciation : [ˈbjawa ˈɡurna]) est une localité polonaise de la gmina de Kłobuck, située dans le powiat de Kłobuck en voïvodie de Silésie.